# Dinastia di morti
Dinastia di morti (titolo originale Strangler's Serenade) è un romanzo dello scrittore statunitense Cornell Woolrich sotto lo pseudonimo di William Irish del 1951, di genere giallo/poliziesco. In Italia è stato pubblicato per la prima volta nel 1957, nella collana Il Giallo Mondadori, con il numero 445. È stato ripubblicato nel 1999, nella collana I Classici del Giallo Mondadori, con il numero 842. In quest'occasione lo scrittore è stato accreditato con il suo nome reale. 

## Trama
L'investigatore Champ Prescott si trova in vacanza. Anche in quest'occasione, però, avrà modo di trovarsi invischiato in una catena di omicidi mascherati da un abile killer come banali incidenti.

## Personaggi
- Champ Prescott : poliziotto in vacanza
- Susan Marlow : bella pittrice
- Jewel Hopkins : locandiera
- Athena: domestica della signora Hopkins
- Lon Bardsley: idiota del villaggio
- Ed Benson: sceriffo di Joseph's Vineyard
- Luther Benson: figlio di Ed

## Edizioni
- Cornell Woolrich, Dinastia di morti, traduzione di A.M. Francavilla, Il Giallo Mondadori n. 445, Arnoldo Mondadori Editore, 1957,  p. 236.